# Верховный избранный и совершенный вольный каменщик
Верховный избранный и совершенный вольный каменщик или великий избранник — 14° в Древнем и принятом шотландском уставе. Это последний градус которым заканчивается прохождение ложи совершенствования. Посвящение в него предваряется прохождением по коммуникации 10, 11 и 12 градусов. 13° сообщается в полном объёме, так как является ключевым для понимания 14° и его значения.

## История
Изначально степень верховного избранного и совершенного вольного каменщика была в Уставе Королевской тайны. В 1783 году в Чарльстоне, США, была проведена реформа Устава Королевской тайны, в ходе которой С. Майерс и С. Форст, к 25-градусной системе Устава Королевской тайны добавили ещё 8 градусов, после чего 14° переместился в новый устав, но не претерпел никаких изменений.

## Легенда градуса
Ложа представляет собой тайную нишу под Святая Святых, в которой находится золотая пластина, на которой начертано Священное четырехбуквенное Имя. Этот градус открывает и толкует Тетраграмматон. Он также учит нас тому, что если человек посвятил свою жизнь — умом и сердцем— приготовлению к жизни вечной. Награда ждёт его «по завершении строительства Храма». Этот градус в Шотландском уставе является вершиной масонства. В качестве наивысшего градуса ложи совершенствования, он учит святости Господа и почитанию Его Святого Имени. Господь не оставит безнаказанным того, кто поминает Имя Его всуе!.